# 스콧 타케다

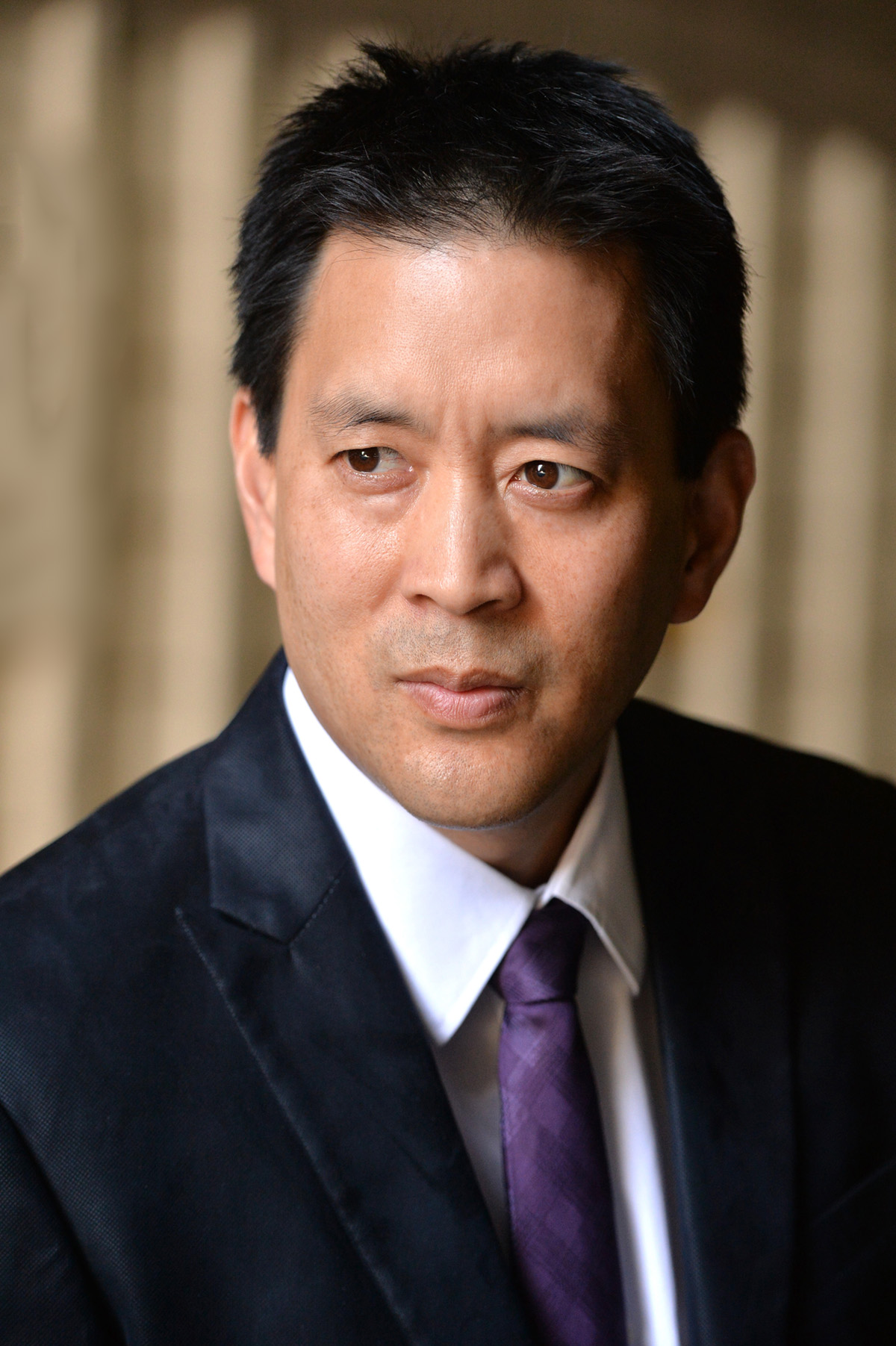

스콧 타케다(Scott Takeda, 1967년 3월 21일 ~ )는 미국의 저널리스트, 배우, 텔레비전 배우이다.
포트콜린스에서 태어났다.

## 영화
- 이야기 (2018년)
- 위스키 탱고 폭스트롯 (2016년)
- 나를 찾아줘 (2014년)
- 다크 어라운드 더 스타즈 (2013년)
- 레모네이드 마우스 (2011년)
- 최민수의 어쌔씬 코드 (2011년)
- 에브리씽 머스트 고 (2010년) - 은행 매니저 역
- 텍스트 (2008년)